# Cementiri municipal (Tordera)
El Cementiri municipal és una obra de Tordera (Maresme) protegida com a Bé Cultural d'Interès Local.

## Descripció
Cementiri situat a l'oest del nucli urbà de Tordera format per una superfície de planta rectangular tancada per un mur perimetral continu on hi ha bona part dels nínxols. La porta d'accés està orientada a l'est, mentre que a l'oest hi ha una sala que sobresurt en forma semicircular. L'interior, cobert de vegetació i xiprers, disposa de cinc construccions allargades que permeteren ampliar l'espai per als nínxols.

## Història
A Tordera hi havia el cementiri situat al costat de l'Església Parroquial de Sant Esteve però a causa de l'augment de població es va construir un segon cementiri als afores del nucli. Segons les fons documentals el 1853 es decideix buscar un altre lloc i finalment s'inaugura el nou cementiri el 1858. Durant 40 anys van funcionar de manera simultània fins que es va traslladar el primer.